# Нісіяма Масасі
Нісіяма Масасі (яп. 西山将士, 9 липня 1985) — японський дзюдоїст, олімпійський медаліст.

## Виступи на Олімпіадах
| Олімпіада   | Дисципліна        | Місце |
| ----------- | ----------------- | ----- |
| Лондон 2012 | середня категорія | 3T    |